# Broumovské smrky v Hamerském údolí
Broumovské smrky v Hamerském údolí jsou památné stromy u Broumova západně od Chodové Plané. Skupina deseti stodvacetiletých  smrků ztepilých (Picea abies) roste asi 2 km východně od státní hranice a 3 km západně od Broumova v polesí Huť v údolí Hamerského potoka v nadmořské výšce 560 m. Obvody jejich kmenů měří od 200 do 280 cm, koruny stromů dosahují do výšky 44 m (měření 1982). Smrky jsou chráněny od roku 1983 pro svůj vzrůst.

## Stromy v okolí
- Broumovský smrk
- Broumovský jasan
- Dubová alej pod Broumovem
- Lípy na Jalovém dvoře
- Smrk u Žďáru (zaniklý)
- Chodovská lípa u Hamerského potoka